# Anty
Dans la mythologie égyptienne Anty (Le griffu) est un dieu faucon guerrier du XIIe nome, assimilé à Seth. Il était vénéré avec la déesse Matit.
Antywy correspond à deux faucons qui représentent Horus et Seth réconciliés. Un culte leur était rendu dans le village de Qaou-el-Kebir (l'antique Tjebou) en Haute-Égypte.